# Arthur Holly Compton
Arthur Holly Compton (10. září 1892, Wooster, Ohio, USA – 15. března 1962) byl americký fyzik.

## Vědecká kariéra
Byl nositel Nobelovy ceny (1927, společně s Charlesem Wilsonem, vynálezcem mlžné komory) za výzkum rozptylu fotonu na volných elektronech. Absolvoval Wooster College a univerzity v Princetonu, přednášel na univerzitě v Minnesotě, 2 roky byl výzkumným pracovníkem společnosti Westinghouse. Od roku 1920 byl profesorem a vedoucím fyzikálního oddělení na univerzitě v St. Louis. Od roku 1923 působil jako profesor fyziky na univerzitě v Chicagu, dále jako ředitel laboratoře, v níž byl zprovozněn první jaderný reaktor na světě (Enrico Fermi v roce 1942). A. H. Compton se též podílel na konstrukci první atomové bomby. V letech 1945 – 1953 byl rektorem univerzity ve Washingtonu. Po roce 1954 byl profesorem filosofie.

## Výzkum

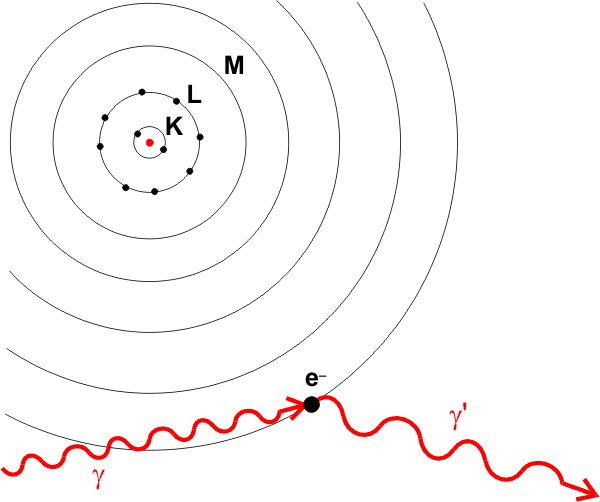
schéma Comptonova efektu

A. H. Compton se zabýval výzkumem rentgenových paprsků. Od roku 1918 experimentálně a teoreticky zkoumal jejich rozptyl. Roku 1922 nalezl úhlovou závislost změny vlnové délky vysoce energetického fotonu při rozptylu na elektronech (vlnová délka rentgenových paprsků se při průchodu grafitovým práškem rozptylem změnila), čímž podal experimentální důkaz, že elektromagnetické záření má jak vlnovou, tak částicovou povahu. Na počest svého objevitele se tomuto rozptylu říká Comptonův jev. O tzv. inversní Comptonův jev se jedná v případě, že foton získá od elektronu energii. Ten je jedním ze základních mechanismů, kterým mohou fotony ve vesmíru získat obrovské energie.
A. H. Compton se dále zabýval výzkumem kosmického záření, odrazem, polarizací a spektrálními vlastnostmi RTG záření. Objevil totální reflexe rentgenových paprsků a jejich ohyb na mřížkách. Toto zjištění dovolilo vypracovat přímou metodu měření vlnové délky RTG paprsků. V roce 1941 se v pozici vedoucího přísně utajovaného projektu pokoušel o výpočet umístění uranu uvnitř grafitu nutnému k rozvinutí řetězové reakce. Mimo to se účastnil konstrukce prvního jaderného reaktoru a projektu atomové bomby.

## Postoj k atomové bombě

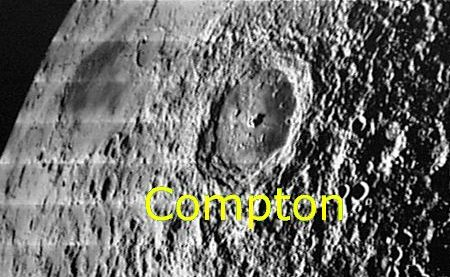
Měsíční kráter Compton, 55.3° s. š. /103.8° v. d.

A. H. Compton nabyl přesvědčení, že USA jsou povinovány učinit všechna opatření, aby se jaderné zbraně nedostaly do rukou totalitních režimů. Roku 1946 v práci Morální význam atomové bomby (The Moral Meaning of the Atomic Bomb) sepsal doporučení, jak uchovat mír. Zde mj. uvedl, že od nynějška je možné světovou politiku ovládat zbraněmi, jež zajistí mír a zabrání válce. Letectvo vybavené atomovými bombami je nutné rozmístit všude ve světě a to rychle, neboť americký monopol na atomové bomby a ovládání světového míru bude trvat jen krátce. Je povinností USA se všemožně přičinit o prosazení příslušné světové politiky.